# Liste der Intel-Celeron-Prozessoren
Die Intel-Celeron-Serie basiert primär technisch auf der Intel-Core-i-Serie, sowie bei ausgewählten Prozessoren auf der Intel Atom Mikroarchitektur. Im Vergleich zur Serie Core i sind die Prozessoren jedoch beschnitten in Features wie AVX, Takt und Cache. Die technisch verwandten Core-i-Prozessoren finden sich auf der Liste der Intel-Core-i-Prozessoren.

## Desktop

### Westmere(1. Generation)
| Modell- nummer | Mikro- architektur | Revi- sion | Sockel    | Kerne/ Threads | L2-Cache  | L3-Cache | Prozessor- takt | IGP                      | IGP                           | Speicher- Controller          | TDP  | Einführungs- datum | sSpec- Nummer |
| Modell- nummer | Mikro- architektur | Revi- sion | Sockel    | Kerne/ Threads | L2-Cache  | L3-Cache | Prozessor- takt | Modell (Execution Units) | Standardtakt (max. Turbotakt) | Speicher- Controller          | TDP  | Einführungs- datum | sSpec- Nummer |
| -------------- | ------------------ | ---------- | --------- | -------------- | --------- | -------- | --------------- | ------------------------ | ----------------------------- | ----------------------------- | ---- | ------------------ | ------------- |
| G1101          | Clarkdale          | C2         | 1156 (H1) | 2 / 2          | 2× 256 KB | 2 MB     | 2,26 GHz        | GMA HD (12)              | 533 MHz                       | über DMI angebunden DDR3-1066 | 73 W | Q1 2010            | SLBMT         |
| G1101          | Clarkdale          | K0         | 1156 (H1) | 2 / 2          | 2× 256 KB | 2 MB     | 2,26 GHz        | GMA HD (12)              | 533 MHz                       | über DMI angebunden DDR3-1066 | 73 W | Q1 2010            | SLBT7         |

### Sandy Bridge(2. Generation)
| Modell- nummer | Revi- sion | Sockel    | Kerne/ Threads | L2-Cache  | L3-Cache | Prozessor- takt | IGP                      | IGP                           | Speicher- Controller        | TDP  | Einführungs- datum | sSpec- Nummer |
| Modell- nummer | Revi- sion | Sockel    | Kerne/ Threads | L2-Cache  | L3-Cache | Prozessor- takt | Modell (Execution Units) | Standardtakt (max. Turbotakt) | Speicher- Controller        | TDP  | Einführungs- datum | sSpec- Nummer |
| -------------- | ---------- | --------- | -------------- | --------- | -------- | --------------- | ------------------------ | ----------------------------- | --------------------------- | ---- | ------------------ | ------------- |
| G440           | Q0         | 1155 (H2) | 1 / 1          | 1× 256 KB | 1 MB     | 1,6 GHz         | HD Graphics (6)          | 650 MHz (1000 MHz)            | Dual-Channel DDR3-1066      | 35 W | Q3 2011            | SR0BY         |
| G460           | Q0         | 1155 (H2) | 1 / 2          | 1× 256 KB | 1,5 MB   | 1,8 GHz         | HD Graphics (6)          | 650 MHz (1000 MHz)            | Dual-Channel DDR3-1066      | 35 W | Q4 2011            | SR0GR         |
| G465           | Q0         | 1155 (H2) | 1 / 2          | 1× 256 KB | 1,5 MB   | 1,9 GHz         | HD Graphics (6)          | 650 MHz (1000 MHz)            | Dual-Channel DDR3-1066      | 35 W | Q3 2012            | SR0S8         |
| G470           | Q0         | 1155 (H2) | 1 / 2          | 1× 256 KB | 1,5 MB   | 2,0 GHz         | HD Graphics (6)          | 650 MHz (1000 MHz)            | Dual-Channel DDR3-1066/1333 | 35 W | Q2 2013            | SR0S7         |
| G530           | Q0         | 1155 (H2) | 2 / 2          | 2× 256 KB | 2 MB     | 2,4 GHz         | HD Graphics (6)          | 850 MHz (1000 MHz)            | Dual-Channel DDR3-1066      | 65 W | Q3 2011            | SR05H         |
| G530T          | Q0         | 1155 (H2) | 2 / 2          | 2× 256 KB | 2 MB     | 2,0 GHz         | HD Graphics (6)          | 650 MHz (1000 MHz)            | Dual-Channel DDR3-1066      | 35 W | Q3 2011            | SR05K         |
| G540           | Q0         | 1155 (H2) | 2 / 2          | 2× 256 KB | 2 MB     | 2,5 GHz         | HD Graphics (6)          | 850 MHz (1000 MHz)            | Dual-Channel DDR3-1066      | 65 W | Q3 2011            | SR05J         |
| G540T          | Q0         | 1155 (H2) | 2 / 2          | 2× 256 KB | 2 MB     | 2,1 GHz         | HD Graphics (6)          | 650 MHz (1000 MHz)            | Dual-Channel DDR3-1066      | 35 W | Q2 2012            | SR05L         |
| G550           | Q0         | 1155 (H2) | 2 / 2          | 2× 256 KB | 2 MB     | 2,6 GHz         | HD Graphics (6)          | 850 MHz (1000 MHz)            | Dual-Channel DDR3-1066      | 65 W | Q2 2012            | SR061         |
| G550T          | Q0         | 1155 (H2) | 2 / 2          | 2× 256 KB | 2 MB     | 2,2 GHz         | HD Graphics (6)          | 650 MHz (1000 MHz)            | Dual-Channel DDR3-1066      | 35 W | Q3 2012            | SR05V         |
| G555           | Q0         | 1155 (H2) | 2 / 2          | 2× 256 KB | 2 MB     | 2,7 GHz         | HD Graphics (6)          | 850 MHz (1000 MHz)            | Dual-Channel DDR3-1066      | 65 W | Q3 2012            | SR0RZ         |

### Ivy Bridge(3. Generation)
| Modell- nummer | Revi- sion | Sockel    | Kerne/ Threads | L2-Cache  | L3-Cache | Prozessor- takt | IGP                      | IGP                           | Speicher- Controller   | TDP  | Einführungs- datum | sSpec- Nummer |
| Modell- nummer | Revi- sion | Sockel    | Kerne/ Threads | L2-Cache  | L3-Cache | Prozessor- takt | Modell (Execution Units) | Standardtakt (max. Turbotakt) | Speicher- Controller   | TDP  | Einführungs- datum | sSpec- Nummer |
| -------------- | ---------- | --------- | -------------- | --------- | -------- | --------------- | ------------------------ | ----------------------------- | ---------------------- | ---- | ------------------ | ------------- |
| G1610          | P0         | 1155 (H2) | 2 / 2          | 2× 256 KB | 2 MB     | 2,6 GHz         | HD Graphics (6)          | 650 MHz (1050 MHz)            | Dual-Channel DDR3-1333 | 55 W | Q1 2013            | SR10K         |
| G1610T         | P0         | 1155 (H2) | 2 / 2          | 2× 256 KB | 2 MB     | 2,3 GHz         | HD Graphics (6)          | 650 MHz (1050 MHz)            | Dual-Channel DDR3-1333 | 35 W | Q1 2013            | SR10M         |
| G1620          | P0         | 1155 (H2) | 2 / 2          | 2× 256 KB | 2 MB     | 2,7 GHz         | HD Graphics (6)          | 650 MHz (1050 MHz)            | Dual-Channel DDR3-1333 | 55 W | Q1 2013            | SR10L         |
| G1620T         | P0         | 1155 (H2) | 2 / 2          | 2× 256 KB | 2 MB     | 2,4 GHz         | HD Graphics (6)          | 650 MHz (1050 MHz)            | Dual-Channel DDR3-1333 | 35 W | Q3 2013            | SR169         |
| G1630          | P0         | 1155 (H2) | 2 / 2          | 2× 256 KB | 2 MB     | 2,8 GHz         | HD Graphics (6)          | 650 MHz (1050 MHz)            | Dual-Channel DDR3-1333 | 55 W | Q3 2013            | SR16A         |

### Bay Trail(4. Generation)
| Modell- nummer | Revi- sion | Sockel  | Kerne/ Threads | L2-Cache | L3-Cache | Prozessortakt             | IGP                      | IGP                           | Speicher- Controller    | TDP  | Einführungs- datum | sSpec- Nummer |
| Modell- nummer | Revi- sion | Sockel  | Kerne/ Threads | L2-Cache | L3-Cache | Prozessortakt             | Modell (Execution Units) | Standardtakt (max. Turbotakt) | Speicher- Controller    | TDP  | Einführungs- datum | sSpec- Nummer |
| -------------- | ---------- | ------- | -------------- | -------- | -------- | ------------------------- | ------------------------ | ----------------------------- | ----------------------- | ---- | ------------------ | ------------- |
| J1750          | B2         | BGA1170 | 2 / 2          | 1 MB     | -        | 2,41 GHz                  | HD Graphics (4)          | 688 MHz (750 MHz)             | Dual-Channel DDR3L-1333 | 10 W | Q3 2013            | SR1LP         |
| J1800          | B3         | BGA1170 | 2 / 2          | 1 MB     | -        | 2,41 GHz (2,58 GHz Burst) | HD Graphics (4)          | 688 MHz (792 MHz)             | Dual-Channel DDR3L-1333 | 10 W | Q4 2013            | SR1SD         |
| J1800          | C0         | BGA1170 | 2 / 2          | 1 MB     | -        | 2,41 GHz (2,58 GHz Burst) | HD Graphics (4)          | 688 MHz (792 MHz)             | Dual-Channel DDR3L-1333 | 10 W | Q4 2013            | SR1UU         |
| J1800          | D1         | BGA1170 | 2 / 2          | 1 MB     | -        | 2,41 GHz (2,58 GHz Burst) | HD Graphics (4)          | 688 MHz (792 MHz)             | Dual-Channel DDR3L-1333 | 10 W | Q4 2013            | SR3V6         |
| J1850          | B2         | BGA1170 | 4 / 4          | 2 MB     | -        | 2,0 GHz                   | HD Graphics (4)          | 688 MHz (792 MHz)             | Dual-Channel DDR3L-1333 | 10 W | Q3 2013            | SR1LN         |
| J1900          | B3         | BGA1170 | 4 / 4          | 2 MB     | -        | 2,0 GHz (2,42 GHz Burst)  | HD Graphics (4)          | 688 MHz (854 MHz)             | Dual-Channel DDR3L-1333 | 10 W | Q4 2013            | SR1SC         |
| J1900          | C0         | BGA1170 | 4 / 4          | 2 MB     | -        | 2,0 GHz (2,42 GHz Burst)  | HD Graphics (4)          | 688 MHz (854 MHz)             | Dual-Channel DDR3L-1333 | 10 W | Q4 2013            | SR1UT         |
| J1900          | D1         | BGA1170 | 4 / 4          | 2 MB     | -        | 2,0 GHz (2,42 GHz Burst)  | HD Graphics (4)          | 688 MHz (854 MHz)             | Dual-Channel DDR3L-1333 | 10 W | Q4 2013            | SR3V5         |

### Haswell(4. Generation)
| Modell- nummer | Revi- sion | Sockel    | Kerne/ Threads | L2-Cache  | L3-Cache | Prozessor- takt | IGP                      | IGP                           | Speicher- Controller              | TDP  | Einführungs- datum | sSpec- Nummer |
| Modell- nummer | Revi- sion | Sockel    | Kerne/ Threads | L2-Cache  | L3-Cache | Prozessor- takt | Modell (Execution Units) | Standardtakt (max. Turbotakt) | Speicher- Controller              | TDP  | Einführungs- datum | sSpec- Nummer |
| -------------- | ---------- | --------- | -------------- | --------- | -------- | --------------- | ------------------------ | ----------------------------- | --------------------------------- | ---- | ------------------ | ------------- |
| G1820          | C0         | 1150 (H3) | 2 / 2          | 2× 256 KB | 2 MB     | 2,7 GHz         | HD Graphics (10)         | 350 MHz (1050 MHz)            | Dual-Channel DDR3-1333 DDR3L-1333 | 53 W | Q1 2014            | SR1CN         |
| G1820T         | C0         | 1150 (H3) | 2 / 2          | 2× 256 KB | 2 MB     | 2,4 GHz         | HD Graphics (10)         | 200 MHz (1050 MHz)            | Dual-Channel DDR3-1333 DDR3L-1333 | 35 W | Q1 2014            | SR1CP         |
| G1830          | C0         | 1150 (H3) | 2 / 2          | 2× 256 KB | 2 MB     | 2,8 GHz         | HD Graphics (10)         | 350 MHz (1050 MHz)            | Dual-Channel DDR3-1333 DDR3L-1333 | 53 W | Q1 2014            | SR1NC         |
| G1840          | C0         | 1150 (H3) | 2 / 2          | 2× 256 KB | 2 MB     | 2,8 GHz         | HD Graphics (10)         | 350 MHz (1050 MHz)            | Dual-Channel DDR3-1333 DDR3L-1333 | 53 W | Q2 2014            | SR1VK SR1RR   |
| G1840T         | C0         | 1150 (H3) | 2 / 2          | 2× 256 KB | 2 MB     | 2,5 GHz         | HD Graphics (10)         | 200 MHz (1050 MHz)            | Dual-Channel DDR3-1333 DDR3L-1333 | 35 W | Q2 2014            | SR1KA         |
| G1850          | C0         | 1150 (H3) | 2 / 2          | 2× 256 KB | 2 MB     | 2,9 GHz         | HD Graphics (10)         | 350 MHz (1050 MHz)            | Dual-Channel DDR3-1333 DDR3L-1333 | 53 W | Q2 2014            | SR1KH         |

### Braswell(5. Generation)
| Modell- nummer | Revi- sion | Sockel  | Kerne/ Threads | L2-Cache | L3-Cache | Prozessortakt            | IGP                      | IGP                           | Speicher- Controller    | TDP | Einführungs- datum | sSpec- Nummer |
| Modell- nummer | Revi- sion | Sockel  | Kerne/ Threads | L2-Cache | L3-Cache | Prozessortakt            | Modell (Execution Units) | Standardtakt (max. Turbotakt) | Speicher- Controller    | TDP | Einführungs- datum | sSpec- Nummer |
| -------------- | ---------- | ------- | -------------- | -------- | -------- | ------------------------ | ------------------------ | ----------------------------- | ----------------------- | --- | ------------------ | ------------- |
| J3060          | D1         | BGA1170 | 2 / 2          | 2 MB     | -        | 1,6 GHz (2,48 GHz Burst) | HD 400 (12)              | 320 MHz (700 MHz)             | Dual-Channel DDR3L-1600 | 6 W | Q1 2016            | SR2KR         |
| J3160          | D1         | BGA1170 | 4 / 4          | 2 MB     | -        | 1,6 GHz (2,24 GHz Burst) | HD 400 (12)              | 320 MHz (700 MHz)             | Dual-Channel DDR3L-1600 | 6 W | Q1 2016            | SR2KS         |

### Skylake(6. Generation)
| Modell- nummer | Revi- sion | Sockel    | Kerne/ Threads | L2-Cache  | L3-Cache | Prozessor- takt | IGP                      | IGP                           | Speicher- Controller                        | TDP  | Einführungs- datum | sSpec- Nummer |
| Modell- nummer | Revi- sion | Sockel    | Kerne/ Threads | L2-Cache  | L3-Cache | Prozessor- takt | Modell (Execution Units) | Standardtakt (max. Turbotakt) | Speicher- Controller                        | TDP  | Einführungs- datum | sSpec- Nummer |
| -------------- | ---------- | --------- | -------------- | --------- | -------- | --------------- | ------------------------ | ----------------------------- | ------------------------------------------- | ---- | ------------------ | ------------- |
| G3900          | S0         | 1151 (H4) | 2 / 2          | 2× 256 KB | 2 MB     | 2,8 GHz         | HD 510 (12)              | 350 MHz (950 MHz)             | Dual-Channel DDR3L-1333/1600 DDR4-1866/2133 | 51 W | Q4 2015            | SR2HV         |
| G3900T         | S0         | 1151 (H4) | 2 / 2          | 2× 256 KB | 2 MB     | 2,6 GHz         | HD 510 (12)              | 350 MHz (950 MHz)             | Dual-Channel DDR3L-1333/1600 DDR4-1866/2133 | 35 W | Q4 2015            | SR2HT         |
| G3920          | S0         | 1151 (H4) | 2 / 2          | 2× 256 KB | 2 MB     | 2,9 GHz         | HD 510 (12)              | 350 MHz (950 MHz)             | Dual-Channel DDR3L-1333/1600 DDR4-1866/2133 | 51 W | Q4 2015            | SR2HX         |

### Apollo Lake(6. Generation)
| Modell- nummer | Revi- sion | Sockel  | Kerne/ Threads | L2-Cache | L3-Cache | Prozessortakt           | IGP                      | IGP                           | Speicher- Controller                            | TDP  | Einführungs- datum | sSpec- Nummer |
| Modell- nummer | Revi- sion | Sockel  | Kerne/ Threads | L2-Cache | L3-Cache | Prozessortakt           | Modell (Execution Units) | Standardtakt (max. Turbotakt) | Speicher- Controller                            | TDP  | Einführungs- datum | sSpec- Nummer |
| -------------- | ---------- | ------- | -------------- | -------- | -------- | ----------------------- | ------------------------ | ----------------------------- | ----------------------------------------------- | ---- | ------------------ | ------------- |
| J3355          | B1         | BGA1296 | 2 / 2          | 2 MB     | -        | 2,0 GHz (2,5 GHz Burst) | HD 500 (12)              | 250 MHz (700 MHz)             | Dual-Channel LPDDR3-1866 DDR3L-1866 LPDDR4-2400 | 10 W | Q3 2016            | SR2Z8         |
| J3355E         | ?          | BGA1296 | 2 / 2          | 2 MB     | -        | 2,0 GHz (2,5 GHz Burst) | HD 500 (12)              | 250 MHz                       | Dual-Channel LPDDR3-1866 DDR3L-1866 LPDDR4-2400 | 10 W | Q3 2019            | ?             |
| J3455          | B1         | BGA1296 | 4 / 4          | 2 MB     | -        | 1,5 GHz (2,3 GHz Burst) | HD 500 (12)              | 250 MHz (750 MHz)             | Dual-Channel LPDDR3-1866 DDR3L-1866 LPDDR4-2400 | 10 W | Q3 2016            | SR2Z9         |
| J3455E         | ?          | BGA1296 | 4 / 4          | 2 MB     | -        | 1,5 GHz (2,3 GHz Burst) | HD 500 (12)              | 250 MHz (750 MHz)             | Dual-Channel LPDDR3-1866 DDR3L-1866 LPDDR4-2400 | 10 W | Q3 2019            | ?             |

### Kaby Lake(7. Generation)
| Modell- nummer | Revi- sion | Sockel    | Kerne/ Threads | L2-Cache  | L3-Cache | Prozessor- takt | IGP                      | IGP                           | Speicher- Controller                   | TDP  | Einführungs- datum | sSpec- Nummer |
| Modell- nummer | Revi- sion | Sockel    | Kerne/ Threads | L2-Cache  | L3-Cache | Prozessor- takt | Modell (Execution Units) | Standardtakt (max. Turbotakt) | Speicher- Controller                   | TDP  | Einführungs- datum | sSpec- Nummer |
| -------------- | ---------- | --------- | -------------- | --------- | -------- | --------------- | ------------------------ | ----------------------------- | -------------------------------------- | ---- | ------------------ | ------------- |
| G3930          | S0         | 1151 (H4) | 2 / 2          | 2× 256 KB | 2 MB     | 2,9 GHz         | HD 610 (12)              | 350 MHz (1050 MHz)            | Dual-Channel DDR3L-1333/1600 DDR4-2133 | 51 W | Q1 2017            | SR35K         |
| G3930E         | B0         | 1151 (H4) | 2 / 2          | 2× 256 KB | 2 MB     | 2,9 GHz         | HD 610 (12)              | 350 MHz (1000 MHz)            | Dual-Channel DDR3L-1600 DDR4-2133      | 54 W | Q2 2017            | SR38G         |
| G3930T         | S0         | 1151 (H4) | 2 / 2          | 2× 256 KB | 2 MB     | 2,7 GHz         | HD 610 (12)              | 350 MHz (1000 MHz)            | Dual-Channel DDR3L-1333/1600 DDR4-2133 | 35 W | Q1 2017            | SR35V         |
| G3930TE        | B0         | 1151 (H4) | 2 / 2          | 2× 256 KB | 2 MB     | 2,7 GHz         | HD 610 (12)              | 350 MHz (950 MHz)             | Dual-Channel DDR3L-1600 DDR4-2133      | 35 W | Q2 2017            | SR38H         |
| G3950          | S0         | 1151 (H4) | 2 / 2          | 2× 256 KB | 2 MB     | 3,0 GHz         | HD 610 (12)              | 350 MHz (1050 MHz)            | Dual-Channel DDR3L-1333/1600 DDR4-2133 | 51 W | Q1 2017            | SR35J         |

### Gemini Lake (8. Generation)
| Modell- nummer | Revi- sion | Sockel  | Kerne/ Threads | L2-Cache | L3-Cache | Prozessor- takt         | IGP                      | IGP                           | Speicher- Controller               | TDP  | Einführungs- datum | sSpec- Nummer |
| Modell- nummer | Revi- sion | Sockel  | Kerne/ Threads | L2-Cache | L3-Cache | Prozessor- takt         | Modell (Execution Units) | Standardtakt (max. Turbotakt) | Speicher- Controller               | TDP  | Einführungs- datum | sSpec- Nummer |
| -------------- | ---------- | ------- | -------------- | -------- | -------- | ----------------------- | ------------------------ | ----------------------------- | ---------------------------------- | ---- | ------------------ | ------------- |
| J4005          | B0         | BGA1090 | 2 / 2          | -        | 4 MB     | 2,0 GHz (2,7 GHz Burst) | UHD 600 (12)             | 250 MHz (700 MHz)             | Dual-Channel DDR4-2400 LPDDR4-2400 | 10 W | Q4 2017            | SR3S5         |
| J4105          | B0         | BGA1090 | 4 / 4          | -        | 4 MB     | 1,5 GHz (2,5 GHz Burst) | UHD 600 (12)             | 250 MHz (750 MHz)             | Dual-Channel DDR4-2400 LPDDR4-2400 | 10 W | Q4 2017            | SR3S4         |
| J4115          | B0         | BGA1090 | 4 / 4          | -        | 4 MB     | 1,8 GHz (2,5 GHz Burst) | UHD 600 (12)             | 250 MHz (750 MHz)             | Dual-Channel DDR4-2400 LPDDR4-2400 | 10 W | Q4 2017            | SREZE         |

### Coffee Lake(8. Generation)
| Modell- nummer | Revi- sion | Sockel    | Kerne/ Threads | L2-Cache  | L3-Cache | Prozessor- takt | IGP                      | IGP                           | Speicher- Controller   | TDP  | Einführungs- datum | sSpec- Nummer |
| Modell- nummer | Revi- sion | Sockel    | Kerne/ Threads | L2-Cache  | L3-Cache | Prozessor- takt | Modell (Execution Units) | Standardtakt (max. Turbotakt) | Speicher- Controller   | TDP  | Einführungs- datum | sSpec- Nummer |
| -------------- | ---------- | --------- | -------------- | --------- | -------- | --------------- | ------------------------ | ----------------------------- | ---------------------- | ---- | ------------------ | ------------- |
| G4900          | B0         | 1151 (H4) | 2 / 2          | 2× 256 KB | 2 MB     | 3,1 GHz         | UHD 610 (12)             | 350 MHz (1050 MHz)            | Dual-Channel DDR4-2400 | 54 W | Q2 2018            | SR3W4         |
| G4900T         | B0         | 1151 (H4) | 2 / 2          | 2× 256 KB | 2 MB     | 2,9 GHz         | UHD 610 (12)             | 350 MHz (1000 MHz)            | Dual-Channel DDR4-2400 | 35 W | Q2 2018            | SR3YP         |
| G4920          | B0         | 1151 (H4) | 2 / 2          | 2× 256 KB | 2 MB     | 3,2 GHz         | UHD 610 (12)             | 350 MHz (1050 MHz)            | Dual-Channel DDR4-2400 | 54 W | Q2 2018            | SR3YL         |
| G4930          | B0         | 1151 (H4) | 2 / 2          | 2× 256 KB | 2 MB     | 3,2 GHz         | UHD 610 (12)             | 350 MHz (1050 MHz)            | Dual-Channel DDR4-2400 | 54 W | Q2 2019            | SR3YN         |
| G4930T         | B0         | 1151 (H4) | 2 / 2          | 2× 256 KB | 2 MB     | 3,0 GHz         | UHD 610 (12)             | 350 MHz (1000 MHz)            | Dual-Channel DDR4-2400 | 35 W | Q2 2019            | SR3YQ         |
| G4950          | B0         | 1151 (H4) | 2 / 2          | 2× 256 KB | 2 MB     | 3,3 GHz         | UHD 610 (12)             | 350 MHz (1050 MHz)            | Dual-Channel DDR4-2400 | 54 W | Q2 2019            | SR3YM         |

### Gemini Lake Refresh (9. Generation)
| Modell- nummer | Revi- sion | Sockel  | Kerne/ Threads | L2-Cache | L3-Cache | Prozessor- takt         | IGP                      | IGP                           | Speicher- Controller               | TDP  | Einführungs- datum | sSpec- Nummer |
| Modell- nummer | Revi- sion | Sockel  | Kerne/ Threads | L2-Cache | L3-Cache | Prozessor- takt         | Modell (Execution Units) | Standardtakt (max. Turbotakt) | Speicher- Controller               | TDP  | Einführungs- datum | sSpec- Nummer |
| -------------- | ---------- | ------- | -------------- | -------- | -------- | ----------------------- | ------------------------ | ----------------------------- | ---------------------------------- | ---- | ------------------ | ------------- |
| J4025          | R0         | BGA1090 | 2 / 2          | -        | 4 MB     | 2,0 GHz (2,9 GHz Burst) | UHD 600 (12)             | 250 MHz (700 MHz)             | Dual-Channel DDR4-2400 LPDDR4-2400 | 10 W | Q4 2019            | SRET3         |
| J4125          | R0         | BGA1090 | 4 / 4          | -        | 4 MB     | 2,0 GHz (2,7 GHz Burst) | UHD 600 (12)             | 250 MHz (750 MHz)             | Dual-Channel DDR4-2400 LPDDR4-2400 | 10 W | Q4 2019            | SRGZS         |

### Comet Lake(10. Generation)
| Modell- nummer | Revi- sion | Sockel    | Kerne/ Threads | L2-Cache  | L3-Cache | Prozessor- takt | IGP                      | IGP                           | Speicher- Controller   | TDP  | Einführungs- datum | sSpec- Nummer |
| Modell- nummer | Revi- sion | Sockel    | Kerne/ Threads | L2-Cache  | L3-Cache | Prozessor- takt | Modell (Execution Units) | Standardtakt (max. Turbotakt) | Speicher- Controller   | TDP  | Einführungs- datum | sSpec- Nummer |
| -------------- | ---------- | --------- | -------------- | --------- | -------- | --------------- | ------------------------ | ----------------------------- | ---------------------- | ---- | ------------------ | ------------- |
| G5900          | G1         | 1200 (H5) | 2 / 2          | 2× 256 KB | 2 MB     | 3,4 GHz         | UHD 610 (12)             | 350 MHz (1050 MHz)            | Dual-Channel DDR4-2666 | 58 W | Q2 2020            | SRH44         |
| G5900T         | G1         | 1200 (H5) | 2 / 2          | 2× 256 KB | 2 MB     | 3,2 GHz         | UHD 610 (12)             | 350 MHz (1000 MHz)            | Dual-Channel DDR4-2666 | 35 W | Q2 2020            | SRH46         |
| G5905          | G1         | 1200 (H5) | 2 / 2          | 2× 256 KB | 4 MB     | 3,5 GHz         | UHD 610 (12)             | 350 MHz (1050 MHz)            | Dual-Channel DDR4-2666 | 58 W | Q3 2020            | SRK27         |
| G5905T         | G1         | 1200 (H5) | 2 / 2          | 2× 256 KB | 4 MB     | 3,3 GHz         | UHD 610 (12)             | 350 MHz (1000 MHz)            | Dual-Channel DDR4-2666 | 35 W | Q3 2020            | SRK28         |
| G5920          | G1         | 1200 (H5) | 2 / 2          | 2× 256 KB | 2 MB     | 3,5 GHz         | UHD 610 (12)             | 350 MHz (1050 MHz)            | Dual-Channel DDR4-2666 | 58 W | Q2 2020            | SRH42         |
| G5925          | G1         | 1200 (H5) | 2 / 2          | 2× 256 KB | 4 MB     | 3,6 GHz         | UHD 610 (12)             | 350 MHz (1050 MHz)            | Dual-Channel DDR4-2666 | 58 W | Q3 2020            | SRK26         |

### Alder Lake(12. Generation)
| Modell- nummer | Revi- sion | Sockel   | Kerne/ Threads | L2-Cache   | L3-Cache | Prozessor- takt | IGP                      | IGP                           | Speicher- Controller             | TDP  | Einführungs- datum | sSpec- Nummer |
| Modell- nummer | Revi- sion | Sockel   | Kerne/ Threads | L2-Cache   | L3-Cache | Prozessor- takt | Modell (Execution Units) | Standardtakt (max. Turbotakt) | Speicher- Controller             | TDP  | Einführungs- datum | sSpec- Nummer |
| -------------- | ---------- | -------- | -------------- | ---------- | -------- | --------------- | ------------------------ | ----------------------------- | -------------------------------- | ---- | ------------------ | ------------- |
| G6900          | H0         | 1700 (V) | 2 / 2          | 2× 1280 KB | 4 MB     | 3,4 GHz         | UHD 710 (16)             | 300 MHz (1300 MHz)            | Dual-Channel DDR5-4800 DDR4-3200 | 46 W | Q1 2022            | SRL67         |
| G6900T         | H0         | 1700 (V) | 2 / 2          | 2× 1280 KB | 4 MB     | 2,8 GHz         | UHD 710 (16)             | 300 MHz (1300 MHz)            | Dual-Channel DDR5-4800 DDR4-3200 | 35 W | Q1 2022            | SRL68         |

## Mobil

### Westmere(1. Generation)
| Modell- nummer | Mikro- architektur | Revi- sion | Sockel  | Kerne/ Threads | L2-Cache  | L3-Cache | Prozessor- takt | IGP                      | IGP                           | Speicher- Controller              | TDP  | Einführungs- datum | sSpec- Nummer |
| Modell- nummer | Mikro- architektur | Revi- sion | Sockel  | Kerne/ Threads | L2-Cache  | L3-Cache | Prozessor- takt | Modell (Execution Units) | Standardtakt (max. Turbotakt) | Speicher- Controller              | TDP  | Einführungs- datum | sSpec- Nummer |
| -------------- | ------------------ | ---------- | ------- | -------------- | --------- | -------- | --------------- | ------------------------ | ----------------------------- | --------------------------------- | ---- | ------------------ | ------------- |
| U3405          | Arrandale          | K0         | BGA1288 | 2 / 2          | 2× 256 KB | 2 MB     | 1,06 GHz        | GMA HD (12)              | 166 MHz (500 MHz)             | über DMI angebunden DDR3-800/1066 | 18 W | Q1 2010            | SLBWX         |
| P4500          | Arrandale          | C2         | PGA988  | 2 / 2          | 2× 256 KB | 2 MB     | 1,86 GHz        | GMA HD (12)              | 500 MHz (667 MHz)             | über DMI angebunden DDR3-800/1066 | 35 W | Q1 2010            | SLBNL         |
| P4500          | Arrandale          | K0         | PGA988  | 2 / 2          | 2× 256 KB | 2 MB     | 1,86 GHz        | GMA HD (12)              | 500 MHz (667 MHz)             | über DMI angebunden DDR3-800/1066 | 35 W | Q1 2010            | SKBUX         |
| P4505          | Arrandale          | C2         | BGA1288 | 2 / 2          | 2× 256 KB | 2 MB     | 1,86 GHz        | GMA HD (12)              | 500 MHz (667 MHz)             | über DMI angebunden DDR3-800/1066 | 35 W | Q1 2010            | SLBQB         |
| P4505          | Arrandale          | K0         | BGA1288 | 2 / 2          | 2× 256 KB | 2 MB     | 1,86 GHz        | GMA HD (12)              | 500 MHz (667 MHz)             | über DMI angebunden DDR3-800/1066 | 35 W | Q1 2010            | SLBXG         |
| U3400          | Arrandale          | K0         | BGA1288 | 2 / 2          | 2× 256 KB | 2 MB     | 1,06 GHz        | GMA HD (12)              | 166 MHz (500 MHz)             | über DMI angebunden DDR3-800      | 18 W | Q2 2010            | SLBUE         |
| P4600          | Arrandale          | K0         | PGA988  | 2 / 2          | 2× 256 KB | 2 MB     | 2,0 GHz         | GMA HD (12)              | 500 MHz (667 MHz)             | über DMI angebunden DDR3-800/1066 | 35 W | Q3 2010            | SLBZY         |
| U3600          | Arrandale          | K0         | BGA1288 | 2 / 2          | 2× 256 KB | 2 MB     | 1,2 GHz         | GMA HD (12)              | 166 MHz (500 MHz)             | über DMI angebunden DDR3-800      | 18 W | Q1 2011            | SLBSP         |

### Penryn (2. Generation)
| Modell- nummer | Revi- sion | Sockel | Kerne/ Threads | L2-Cache | L3-Cache | Prozessor- takt | IGP                      | IGP                           | Speicher- Controller | TDP  | Einführungs- datum | sSpec- Nummer |
| Modell- nummer | Revi- sion | Sockel | Kerne/ Threads | L2-Cache | L3-Cache | Prozessor- takt | Modell (Execution Units) | Standardtakt (max. Turbotakt) | Speicher- Controller | TDP  | Einführungs- datum | sSpec- Nummer |
| -------------- | ---------- | ------ | -------------- | -------- | -------- | --------------- | ------------------------ | ----------------------------- | -------------------- | ---- | ------------------ | ------------- |
| T3300          | R0         | PGA478 | 2 / 2          | -        | 1 MB     | 2,0 GHz         | nicht vorhanden          | nicht vorhanden               | ?                    | 35 W | Q1 2010            | SLGJW         |
| T3500          | R0         | PGA478 | 2 / 2          | -        | 1 MB     | 2,1 GHz         | nicht vorhanden          | nicht vorhanden               | ?                    | 35 W | Q3 2010            | SLGJV         |
| ULV 763        | ?          | BGA956 | 1 / 1          | -        | 1 MB     | 1,4 GHz         | nicht vorhanden          | nicht vorhanden               | ?                    | 10 W | Q1 2011            | ?             |
| 925            | R0         | PGA478 | 1 / 1          | -        | 1 MB     | 2,3 GHz         | nicht vorhanden          | nicht vorhanden               | ?                    | 35 W | Q1 2011            | SLGLN         |

### Sandy Bridge(2. Generation)
| Modell- nummer | Revi- sion | Sockel  | Kerne/ Threads | L2-Cache  | L3-Cache | Prozessor- takt | IGP                      | IGP                           | Speicher- Controller        | TDP  | Einführungs- datum | sSpec- Nummer     |
| Modell- nummer | Revi- sion | Sockel  | Kerne/ Threads | L2-Cache  | L3-Cache | Prozessor- takt | Modell (Execution Units) | Standardtakt (max. Turbotakt) | Speicher- Controller        | TDP  | Einführungs- datum | sSpec- Nummer     |
| -------------- | ---------- | ------- | -------------- | --------- | -------- | --------------- | ------------------------ | ----------------------------- | --------------------------- | ---- | ------------------ | ----------------- |
| B810           | Q0         | PGA988B | 2 / 2          | 2× 256 KB | 2 MB     | 1,6 GHz         | HD Graphics (6)          | 650 MHz (950 MHz)             | Dual-Channel DDR3-1066/1333 | 35 W | Q1 2011            | SR088             |
| 847            | Q0         | BGA1023 | 2 / 2          | 2× 256 KB | 2 MB     | 1,1 GHz         | HD Graphics (6)          | 350 MHz (800 MHz)             | Dual-Channel DDR3-1066/1333 | 17 W | Q2 2011            | SR08N             |
| B800           | Q0         | PGA988B | 2 / 2          | 2× 256 KB | 2 MB     | 1,5 GHz         | HD Graphics (6)          | 650 MHz (1000 MHz)            | Dual-Channel DDR3-1066/1333 | 35 W | Q2 2011            | SR0EW             |
| 787            | J1         | BGA1023 | 1 / 1          | 1× 256 KB | 1,5 MB   | 1,3 GHz         | HD Graphics (6)          | 350 MHz (950 MHz)             | Dual-Channel DDR3-1066/1333 | 17 W | Q3 2011            | SR0EC             |
| 787            | Q0         | BGA1023 | 1 / 1          | 1× 256 KB | 1,5 MB   | 1,3 GHz         | HD Graphics (6)          | 350 MHz (950 MHz)             | Dual-Channel DDR3-1066/1333 | 17 W | Q3 2011            | SR0VJ             |
| B710           | J1         | PGA988B | 1 / 1          | 1× 256 KB | 1,5 MB   | 1,5 GHz         | HD Graphics (6)          | 650 MHz (1000 MHz)            | Dual-Channel DDR3-1066/1333 | 35 W | Q3 2011            | SR0DS             |
| B710           | Q0         | PGA988B | 1 / 1          | 1× 256 KB | 1,5 MB   | 1,6 GHz         | HD Graphics (6)          | 650 MHz (1000 MHz)            | Dual-Channel DDR3-1066/1333 | 35 W | Q3 2011            | SR0EB             |
| 857            | J1         | BGA1023 | 2 / 2          | 2× 256 KB | 2 MB     | 1,2 GHz         | HD Graphics (6)          | 350 MHz (1000 MHz)            | Dual-Channel DDR3-1066/1333 | 17 W | Q3 2011            | SR0FL             |
| 857            | Q0         | BGA1023 | 2 / 2          | 2× 256 KB | 2 MB     | 1,2 GHz         | HD Graphics (6)          | 350 MHz (1000 MHz)            | Dual-Channel DDR3-1066/1333 | 17 W | Q3 2011            | SR0V2             |
| 857            | k. A.      | BGA1023 | 2 / 2          | 2× 256 KB | 2 MB     | 1,2 GHz         | HD Graphics (6)          | 350 MHz (1000 MHz)            | Dual-Channel DDR3-1066/1333 | 17 W | Q3 2011            | SR0EZ             |
| B840           | Q0         | PGA988B | 2 / 2          | 2× 256 KB | 2 MB     | 1,9 GHz         | HD Graphics (6)          | 650 MHz (1000 MHz)            | Dual-Channel DDR3-1066/1333 | 35 W | Q3 2011            | SR0EN             |
| 797            | J1         | BGA1023 | 1 / 1          | 1× 256 KB | 1,5 MB   | 1,4 GHz         | HD Graphics (6)          | 350 MHz (950 MHz)             | Dual-Channel DDR3-1066/1333 | 17 W | Q1 2012            | SR0ED             |
| 797            | Q0         | BGA1023 | 1 / 1          | 1× 256 KB | 1,5 MB   | 1,4 GHz         | HD Graphics (6)          | 350 MHz (950 MHz)             | Dual-Channel DDR3-1066/1333 | 17 W | Q1 2012            | SR0VK             |
| B720           | Q0         | PGA988B | 1 / 1          | 1× 256 KB | 1,5 MB   | 1,7 GHz         | HD Graphics (6)          | 650 MHz (1000 MHz)            | Dual-Channel DDR3-1066/1333 | 35 W | Q1 2012            | SR0EA             |
| 867            | J1         | BGA1023 | 2 / 2          | 2× 256 KB | 2 MB     | 1,3 GHz         | HD Graphics (6)          | 350 MHz (1000 MHz)            | Dual-Channel DDR3-1066/1333 | 17 W | Q1 2012            | SR0FK             |
| 867            | Q0         | BGA1023 | 2 / 2          | 2× 256 KB | 2 MB     | 1,3 GHz         | HD Graphics (6)          | 350 MHz (1000 MHz)            | Dual-Channel DDR3-1066/1333 | 17 W | Q1 2012            | SR0V3             |
| B815           | Q0         | PGA988B | 2 / 2          | 2× 256 KB | 2 MB     | 1,6 GHz         | HD Graphics (6)          | 650 MHz (1050 MHz)            | Dual-Channel DDR3-1066/1333 | 35 W | Q1 2012            | SR0HZ             |
| 807            | J1         | BGA1023 | 1 / 2          | 1× 256 KB | 1,5 MB   | 1,5 GHz         | HD Graphics (6)          | 350 MHz (950 MHz)             | Dual-Channel DDR3-1066/1333 | 17 W | Q2 2012            | SR0PW             |
| 807            | Q0         | BGA1023 | 1 / 2          | 1× 256 KB | 1,5 MB   | 1,5 GHz         | HD Graphics (6)          | 350 MHz (950 MHz)             | Dual-Channel DDR3-1066/1333 | 17 W | Q2 2012            | SR0VL             |
| 877            | J1         | BGA1023 | 2 / 2          | 2× 256 KB | 2 MB     | 1,4 GHz         | HD Graphics (6)          | 350 MHz (1000 MHz)            | Dual-Channel DDR3-1066/1333 | 17 W | Q2 2012            | SR0FD             |
| 877            | Q0         | BGA1023 | 2 / 2          | 2× 256 KB | 2 MB     | 1,4 GHz         | HD Graphics (6)          | 350 MHz (1000 MHz)            | Dual-Channel DDR3-1066/1333 | 17 W | Q2 2012            | SR08U SR0F8 SR0VB |
| 887            | J1         | BGA1023 | 2 / 2          | 2× 256 KB | 2 MB     | 1,5 GHz         | HD Graphics (6)          | 350 MHz (1000 MHz)            | Dual-Channel DDR3-1066/1333 | 17 W | Q3 2012            | SR0FE             |
| 887            | Q0         | BGA1023 | 2 / 2          | 2× 256 KB | 2 MB     | 1,5 GHz         | HD Graphics (6)          | 350 MHz (1000 MHz)            | Dual-Channel DDR3-1066/1333 | 17 W | Q3 2012            | SR090 SR0VA       |
| B820           | Q0         | PGA988B | 2 / 2          | 2× 256 KB | 2 MB     | 1,7 GHz         | HD Graphics (6)          | 650 MHz (1050 MHz)            | Dual-Channel DDR3-1066/1333 | 35 W | Q3 2012            | SR0HQ             |
| B830           | Q0         | PGA988B | 2 / 2          | 2× 256 KB | 2 MB     | 1,8 GHz         | HD Graphics (6)          | 650 MHz (1050 MHz)            | Dual-Channel DDR3-1066/1333 | 35 W | Q3 2012            | SR0HR             |

### Ivy Bridge(3. Generation)
| Modell- nummer | Revi- sion | Sockel  | Kerne/ Threads | L2-Cache  | L3-Cache | Prozessor- takt | IGP                      | IGP                           | Speicher- Controller              | TDP  | Einführungs- datum | sSpec- Nummer |
| Modell- nummer | Revi- sion | Sockel  | Kerne/ Threads | L2-Cache  | L3-Cache | Prozessor- takt | Modell (Execution Units) | Standardtakt (max. Turbotakt) | Speicher- Controller              | TDP  | Einführungs- datum | sSpec- Nummer |
| -------------- | ---------- | ------- | -------------- | --------- | -------- | --------------- | ------------------------ | ----------------------------- | --------------------------------- | ---- | ------------------ | ------------- |
| 1000M          | P0         | PGA988B | 2 / 2          | 2× 256 KB | 2 MB     | 1,8 GHz         | HD Graphics (6)          | 650 MHz (1000 MHz)            | Dual-Channel DDR3/L/-RS 1333/1600 | 35 W | Q1 2013            | SR102         |
| 1007U          | P0         | BGA1023 | 2 / 2          | 2× 256 KB | 2 MB     | 1,5 GHz         | HD Graphics (6)          | 350 MHz (1000 MHz)            | Dual-Channel DDR3/L/-RS 1333/1600 | 17 W | Q1 2013            | SR109         |
| 1020M          | E1         | PGA988B | 2 / 2          | 2× 256 KB | 2 MB     | 2,1 GHz         | HD Graphics (6)          | 650 MHz (1000 MHz)            | Dual-Channel DDR3/L/-RS 1333/1600 | 35 W | Q1 2013            | SR0ZY         |
| 1020M          | P0         | PGA988B | 2 / 2          | 2× 256 KB | 2 MB     | 2,1 GHz         | HD Graphics (6)          | 650 MHz (1000 MHz)            | Dual-Channel DDR3/L/-RS 1333/1600 | 35 W | Q1 2013            | SR13U         |
| 1037U          | P0         | BGA1023 | 2 / 2          | 2× 256 KB | 2 MB     | 1,8 GHz         | HD Graphics (6)          | 350 MHz (1000 MHz)            | Dual-Channel DDR3/L/-RS 1333/1600 | 17 W | Q1 2013            | SR108         |
| 1019Y          | P0         | BGA1023 | 2 / 2          | 2× 256 KB | 2 MB     | 1,0 GHz         | HD Graphics (6)          | 350 MHz (800 MHz)             | Dual-Channel DDR3/L/-RS 1333/1600 | 10 W | Q2 2013            | SR13W         |
| 1005M          | P0         | PGA988B | 2 / 2          | 2× 256 KB | 2 MB     | 1,9 GHz         | HD Graphics (6)          | 650 MHz (1000 MHz)            | Dual-Channel DDR3/L/-RS 1333/1600 | 35 W | Q3 2013            | SR103         |
| 1017U          | P0         | BGA1023 | 2 / 2          | 2× 256 KB | 2 MB     | 1,6 GHz         | HD Graphics (6)          | 350 MHz (1000 MHz)            | Dual-Channel DDR3/L/-RS 1333/1600 | 17 W | Q3 2013            | SR10A         |

### Haswell(4. Generation)
| Modell- nummer | Revi- sion | Sockel  | Kerne/ Threads | L2-Cache  | L3-Cache | Prozessor- takt | IGP                      | IGP                           | Speicher- Controller                          | TDP    | Einführungs- datum | sSpec- Nummer |
| Modell- nummer | Revi- sion | Sockel  | Kerne/ Threads | L2-Cache  | L3-Cache | Prozessor- takt | Modell (Execution Units) | Standardtakt (max. Turbotakt) | Speicher- Controller                          | TDP    | Einführungs- datum | sSpec- Nummer |
| -------------- | ---------- | ------- | -------------- | --------- | -------- | --------------- | ------------------------ | ----------------------------- | --------------------------------------------- | ------ | ------------------ | ------------- |
| 2955U          | C0         | BGA1168 | 2 / 2          | 2× 256 KB | 2 MB     | 1,4 GHz         | HD Graphics (10)         | 200 MHz (1000 MHz)            | Dual-Channel DDR3L-1333/1600 LPDDR3-1333/1600 | 15 W   | Q3 2013            | SR16Y         |
| 2955U          | D0         | BGA1168 | 2 / 2          | 2× 256 KB | 2 MB     | 1,4 GHz         | HD Graphics (10)         | 200 MHz (1000 MHz)            | Dual-Channel DDR3L-1333/1600 LPDDR3-1333/1600 | 15 W   | Q3 2013            | SR1DU         |
| 2980U          | D0         | BGA1168 | 2 / 2          | 2× 256 KB | 2 MB     | 1,6 GHz         | HD Graphics (10)         | 200 MHz (1000 MHz)            | Dual-Channel DDR3L-1333/1600 LPDDR3-1333/1600 | 15 W   | Q3 2013            | SR1DM         |
| 2950M          | C0         | PGA946  | 2 / 2          | 2× 256 KB | 2 MB     | 2,0 GHz         | HD Graphics (10)         | 400 MHz (1100 MHz)            | DDR3L-1333/1600                               | 37 W   | Q4 2013            | SR1HF         |
| 2957U          | D0         | BGA1168 | 2 / 2          | 2× 256 KB | 2 MB     | 1,4 GHz         | HD Graphics (10)         | 200 MHz (1000 MHz)            | Dual-Channel DDR3L-1333/1600 LPDDR3-1333/1600 | 15 W   | Q4 2013            | SR1DV         |
| 2981U          | D0         | BGA1168 | 2 / 2          | 2× 256 KB | 2 MB     | 1,6 GHz         | HD Graphics (10)         | 200 MHz (1000 MHz)            | Dual-Channel DDR3L-1333/1600 LPDDR3-1333/1600 | 15 W   | Q4 2013            | SR1DX         |
| 2961Y          | D0         | BGA1168 | 2 / 2          | 2× 256 KB | 2 MB     | 1,1 GHz         | HD Graphics (10)         | 200 MHz (850 MHz)             | Dual-Channel DDR3L-1333/1600 LPDDR3-1333/1600 | 11,5 W | Q4 2013            | SR1DK         |
| 2970M          | C0         | PGA946  | 2 / 2          | 2× 256 KB | 2 MB     | 2,2 GHz         | HD Graphics (10)         | 400 MHz (1100 MHz)            | DDR3L-1333/1600                               | 37 W   | Q2 2014            | SR1LF         |

### Bay Trail(4. Generation)
| Modell- nummer | Revi- sion | Sockel  | Kerne/ Threads | L2-Cache | L3-Cache | Prozessortakt             | IGP                      | IGP                           | Speicher- Controller      | TDP   | Einführungs- datum | sSpec- Nummer |
| Modell- nummer | Revi- sion | Sockel  | Kerne/ Threads | L2-Cache | L3-Cache | Prozessortakt             | Modell (Execution Units) | Standardtakt (max. Turbotakt) | Speicher- Controller      | TDP   | Einführungs- datum | sSpec- Nummer |
| -------------- | ---------- | ------- | -------------- | -------- | -------- | ------------------------- | ------------------------ | ----------------------------- | ------------------------- | ----- | ------------------ | ------------- |
| N2805          | B2         | BGA1170 | 2 / 2          | -        | 1 MB     | 1,46 GHz                  | HD Graphics (4)          | 313 MHz (667 MHz)             | Single-Channel DDR3L-1066 | 4,3 W | Q3 2013            | SR1LY         |
| N2810          | B2         | BGA1170 | 2 / 2          | -        | 1 MB     | 2,0 GHz                   | HD Graphics (4)          | 313 MHz (756 MHz)             | Dual-Channel DDR3L-1066   | 7,5 W | Q3 2013            | SR1LX         |
| N2910          | B2         | BGA1170 | 4 / 4          | -        | 2 MB     | 1,6 GHz                   | HD Graphics (4)          | 313 MHz (756 MHz)             | Dual-Channel DDR3L-1066   | 7,5 W | Q3 2013            | SR1LW         |
| N2806          | B3         | BGA1170 | 2 / 2          | -        | 1 MB     | 1,6 GHz (2,0 GHz Burst)   | HD Graphics (4)          | 313 MHz (756 MHz)             | Single-Channel DDR3L-1066 | 4,5 W | Q4 2013            | SR1SH         |
| N2815          | B3         | BGA1170 | 2 / 2          | -        | 1 MB     | 1,86 GHz (2,13 GHz Burst) | HD Graphics (4)          | 313 MHz (756 MHz)             | Dual-Channel DDR3L-1066   | 7,5 W | Q4 2013            | SR1SJ         |
| N2820          | B3         | BGA1170 | 2 / 2          | -        | 1 MB     | 2,13 GHz (2,39 GHz Burst) | HD Graphics (4)          | 313 MHz (756 MHz)             | Dual-Channel DDR3L-1066   | 7,5 W | Q4 2013            | SR1SG         |
| N2920          | B3         | BGA1170 | 4 / 4          | -        | 2 MB     | 1,86 GHz (2,0 GHz Burst)  | HD Graphics (4)          | 313 MHz (844 MHz)             | Dual-Channel DDR3L-1066   | 7,5 W | Q4 2013            | SR1SF         |
| N2807          | C0         | BGA1170 | 2 / 2          | -        | 1 MB     | 1,58 GHz (2,16 GHz Burst) | HD Graphics (4)          | 313 MHz (750 MHz)             | Single-Channel DDR3L-1333 | 4,3 W | Q1 2014            | SR1W5         |
| N2807          | D1         | BGA1170 | 2 / 2          | -        | 1 MB     | 1,58 GHz (2,16 GHz Burst) | HD Graphics (4)          | 313 MHz (750 MHz)             | Single-Channel DDR3L-1333 | 4,3 W | Q1 2014            | SR3V8         |
| N2830          | C0         | BGA1170 | 2 / 2          | -        | 1 MB     | 2,16 GHz (2,41 GHz Burst) | HD Graphics (4)          | 313 MHz (750 MHz)             | Dual-Channel DDR3L-1333   | 7,5 W | Q1 2014            | SR1W4         |
| N2930          | C0         | BGA1170 | 4 / 4          | -        | 2 MB     | 1,83 GHz (2,16 GHz Burst) | HD Graphics (4)          | 313 MHz (854 MHz)             | Dual-Channel DDR3L-1333   | 7,5 W | Q1 2014            | SR1W3         |
| N2930          | D1         | BGA1170 | 4 / 4          | -        | 2 MB     | 1,83 GHz (2,16 GHz Burst) | HD Graphics (4)          | 313 MHz (854 MHz)             | Dual-Channel DDR3L-1333   | 7,5 W | Q1 2014            | SR3V7         |
| N2808          | C0         | BGA1170 | 2 / 2          | -        | 1 MB     | 1,58 GHz (2,25 GHz Burst) | HD Graphics (4)          | 311 MHz (792 MHz)             | Single-Channel DDR3L-1333 | 4,5 W | Q3 2014            | SR1YH         |
| N2840          | C0         | BGA1170 | 2 / 2          | -        | 1 MB     | 2,16 GHz (2,58 GHz Burst) | HD Graphics (4)          | 311 MHz (792 MHz)             | Dual-Channel DDR3L-1333   | 7,5 W | Q3 2014            | SR1YJ         |
| N2940          | C0         | BGA1170 | 4 / 4          | -        | 2 MB     | 1,83 GHz (2,25 GHz Burst) | HD Graphics (4)          | 313 MHz (854 MHz)             | Dual-Channel DDR3L-1333   | 7,5 W | Q3 2014            | SR1YV         |

### Braswell(5. Generation)
| Modell- nummer | Revi- sion | Sockel  | Kerne/ Threads | L2-Cache | L3-Cache | Prozessortakt             | IGP                      | IGP                           | Speicher- Controller    | TDP | Einführungs- datum | sSpec- Nummer |
| Modell- nummer | Revi- sion | Sockel  | Kerne/ Threads | L2-Cache | L3-Cache | Prozessortakt             | Modell (Execution Units) | Standardtakt (max. Turbotakt) | Speicher- Controller    | TDP | Einführungs- datum | sSpec- Nummer |
| -------------- | ---------- | ------- | -------------- | -------- | -------- | ------------------------- | ------------------------ | ----------------------------- | ----------------------- | --- | ------------------ | ------------- |
| N3000          | C0         | BGA1170 | 2 / 2          | -        | 2 MB     | 1,04 GHz (2,08 GHz Burst) | HD Graphics (12)         | 320 MHz (600 MHz)             | Dual-Channel DDR3L-1600 | 4 W | Q1 2015            | SR29J         |
| N3050          | C0         | BGA1170 | 2 / 2          | -        | 2 MB     | 1,6 GHz (2,16 GHz Burst)  | HD Graphics (12)         | 320 MHz (600 MHz)             | Dual-Channel DDR3L-1600 | 6 W | Q1 2015            | SR2A9 SR29H   |
| N3150          | C0         | BGA1170 | 4 / 4          | -        | 2 MB     | 1,6 GHz (2,08 GHz Burst)  | HD Graphics (12)         | 320 MHz (640 MHz)             | Dual-Channel DDR3L-1600 | 6 W | Q1 2015            | SR29F SR2A8   |
| N3010          | D1         | BGA1170 | 2 / 2          | -        | 2 MB     | 1,04 GHz (2,24 GHz Burst) | HD Graphics (12)         | 320 MHz (600 MHz)             | Dual-Channel DDR3L-1600 | 4 W | Q1 2016            | SR2KM         |
| N3060          | D1         | BGA1170 | 2 / 2          | -        | 2 MB     | 1,6 GHz (2,48 GHz Burst)  | HD Graphics (12)         | 320 MHz (600 MHz)             | Dual-Channel DDR3L-1600 | 6 W | Q1 2016            | SR2KN SR2ZN   |
| N3160          | D1         | BGA1170 | 4 / 4          | -        | 2 MB     | 1,6 GHz (2,24 GHz Burst)  | HD Graphics (12)         | 320 MHz (640 MHz)             | Dual-Channel DDR3L-1600 | 6 W | Q1 2016            | SR2KP         |

### Broadwell(5. Generation)
| Modell- nummer | Revi- sion | Sockel  | Kerne/ Threads | L2-Cache  | L3-Cache | Prozessor- takt | IGP                      | IGP                           | Speicher- Controller                          | TDP  | Einführungs- datum | sSpec- Nummer |
| Modell- nummer | Revi- sion | Sockel  | Kerne/ Threads | L2-Cache  | L3-Cache | Prozessor- takt | Modell (Execution Units) | Standardtakt (max. Turbotakt) | Speicher- Controller                          | TDP  | Einführungs- datum | sSpec- Nummer |
| -------------- | ---------- | ------- | -------------- | --------- | -------- | --------------- | ------------------------ | ----------------------------- | --------------------------------------------- | ---- | ------------------ | ------------- |
| 3205U          | E0         | BGA1168 | 2 / 2          | 2× 256 KB | 2 MB     | 1,5 GHz         | HD Graphics (12)         | 100 MHz (800 MHz)             | Dual-Channel DDR3L-1333/1600 LPDDR3-1333/1600 | 15 W | Q1 2015            | SR215         |
| 3755U          | E0         | BGA1168 | 2 / 2          | 2× 256 KB | 2 MB     | 1,7 GHz         | HD Graphics (12)         | 100 MHz (800 MHz)             | Dual-Channel DDR3L-1333/1600 LPDDR3-1333/1600 | 15 W | Q1 2015            | SR211         |
| 3215U          | F0         | BGA1168 | 2 / 2          | 2× 256 KB | 2 MB     | 1,7 GHz         | HD Graphics (12)         | 300 MHz (850 MHz)             | Dual-Channel DDR3L-1333/1600 LPDDR3-1333/1600 | 15 W | Q2 2015            | SR243         |
| 3765U          | F0         | BGA1168 | 2 / 2          | 2× 256 KB | 2 MB     | 1,9 GHz         | HD Graphics (12)         | 300 MHz (850 MHz)             | Dual-Channel DDR3L-1333/1600 LPDDR3-1333/1600 | 15 W | Q2 2015            | SR242         |

### Skylake(6. Generation)
| Modell- nummer | Revi- sion | Sockel  | Kerne/ Threads | L2-Cache  | L3-Cache | Prozessor- takt | IGP                      | IGP                           | Speicher- Controller                                         | TDP  | Einführungs- datum | sSpec- Nummer |
| Modell- nummer | Revi- sion | Sockel  | Kerne/ Threads | L2-Cache  | L3-Cache | Prozessor- takt | Modell (Execution Units) | Standardtakt (max. Turbotakt) | Speicher- Controller                                         | TDP  | Einführungs- datum | sSpec- Nummer |
| -------------- | ---------- | ------- | -------------- | --------- | -------- | --------------- | ------------------------ | ----------------------------- | ------------------------------------------------------------ | ---- | ------------------ | ------------- |
| 3855U          | D1         | BGA1356 | 2 / 2          | 2× 256 KB | 2 MB     | 1,6 GHz         | HD 510 (12)              | 300 MHz (900 MHz)             | Dual-Channel DDR4-1866/2133 LPDDR3-1600/1866 DDR3L-1333/1600 | 15 W | Q4 2015            | SR2EV         |
| 3955U          | D1         | BGA1356 | 2 / 2          | 2× 256 KB | 2 MB     | 2,0 GHz         | HD 510 (12)              | 300 MHz (900 MHz)             | Dual-Channel DDR4-1866/2133 LPDDR3-1600/1866 DDR3L-1333/1600 | 15 W | Q4 2015            | SR2EW         |

### Apollo Lake(6. Generation)
| Modell- nummer | Revi- sion | Sockel  | Kerne/ Threads | L2-Cache | L3-Cache | Prozessortakt           | IGP                      | IGP                           | Speicher- Controller                            | TDP | Einführungs- datum | sSpec- Nummer |
| Modell- nummer | Revi- sion | Sockel  | Kerne/ Threads | L2-Cache | L3-Cache | Prozessortakt           | Modell (Execution Units) | Standardtakt (max. Turbotakt) | Speicher- Controller                            | TDP | Einführungs- datum | sSpec- Nummer |
| -------------- | ---------- | ------- | -------------- | -------- | -------- | ----------------------- | ------------------------ | ----------------------------- | ----------------------------------------------- | --- | ------------------ | ------------- |
| N3350          | B0         | BGA1296 | 2 / 2          | -        | 2 MB     | 1,1 GHz (2,4 GHz Burst) | HD 500 (12)              | 200 MHz (650 MHz)             | Dual-Channel LPDDR3-1866 DDR3L-1866 LPDDR4-2400 | 6 W | Q3 2016            | SR2Z7         |
| N3350          | B1         | BGA1296 | 2 / 2          | -        | 2 MB     | 1,1 GHz (2,4 GHz Burst) | HD 500 (12)              | 200 MHz (650 MHz)             | Dual-Channel LPDDR3-1866 DDR3L-1866 LPDDR4-2400 | 6 W | Q3 2016            | SR2YB         |
| N3450          | B0         | BGA1296 | 4 / 4          | -        | 2 MB     | 1,1 GHz (2,2 GHz Burst) | HD 500 (12)              | 200 MHz (700 MHz)             | Dual-Channel LPDDR3-1866 DDR3L-1866 LPDDR4-2400 | 6 W | Q3 2016            | SR2YA         |
| N3450          | B1         | BGA1296 | 4 / 4          | -        | 2 MB     | 1,1 GHz (2,2 GHz Burst) | HD 500 (12)              | 200 MHz (700 MHz)             | Dual-Channel LPDDR3-1866 DDR3L-1866 LPDDR4-2400 | 6 W | Q3 2016            | SR2Z6         |
| N3350E         | ?          | BGA1296 | 2 / 2          | -        | 2 MB     | 1,1 GHz (2,4 GHz Burst) | HD 500 (12)              | 200 MHz (650 MHz)             | Dual-Channel LPDDR3-1866 DDR3L-1866 LPDDR4-2400 | 6 W | Q3 2019            | ?             |

### Kaby Lake(7. Generation)
| Modell- nummer | Revi- sion | Sockel  | Kerne/ Threads | L2-Cache  | L3-Cache | Prozessor- takt | IGP                      | IGP                           | Speicher- Controller                          | TDP  | Einführungs- datum | sSpec- Nummer |
| Modell- nummer | Revi- sion | Sockel  | Kerne/ Threads | L2-Cache  | L3-Cache | Prozessor- takt | Modell (Execution Units) | Standardtakt (max. Turbotakt) | Speicher- Controller                          | TDP  | Einführungs- datum | sSpec- Nummer |
| -------------- | ---------- | ------- | -------------- | --------- | -------- | --------------- | ------------------------ | ----------------------------- | --------------------------------------------- | ---- | ------------------ | ------------- |
| 3865U          | H0         | BGA1356 | 2 / 2          | 2× 256 KB | 2 MB     | 1,8 GHz         | HD 610 (12)              | 300 MHz (900 MHz)             | Dual-Channel DDR4-2133 LPDDR3-1866 DDR3L-1600 | 15 W | Q1 2017            | SR349         |
| 3965U          | H0         | BGA1356 | 2 / 2          | 2× 256 KB | 2 MB     | 2,2 GHz         | HD 610 (12)              | 300 MHz (900 MHz)             | Dual-Channel DDR4-2133 LPDDR3-1866 DDR3L-1600 | 15 W | Q1 2017            | SR34A         |
| 3965Y          | H0         | BGA1515 | 2 / 2          | 2× 256 KB | 2 MB     | 1,5 GHz         | HD 615 (24)              | 300 MHz (850 MHz)             | Dual-Channel LPDDR3-1866 DDR3L-1600           | 6 W  | Q2 2017            | SR3GG         |
| 3867U          | Y0         | BGA1356 | 2 / 2          | 2× 256 KB | 2 MB     | 1,8 GHz         | HD 610 (12)              | 300 MHz (900 MHz)             | Dual-Channel DDR4-2133 LPDDR3-1866 DDR3L-1600 | 15 W | Q1 2019            | SRESK         |

### Gemini Lake(8. Generation)
| Modell- nummer | Revi- sion | Sockel  | Kerne/ Threads | L2-Cache | L3-Cache | Prozessortakt           | IGP                      | IGP                           | Speicher- Controller       | TDP | Einführungs- datum | sSpec- Nummer |
| Modell- nummer | Revi- sion | Sockel  | Kerne/ Threads | L2-Cache | L3-Cache | Prozessortakt           | Modell (Execution Units) | Standardtakt (max. Turbotakt) | Speicher- Controller       | TDP | Einführungs- datum | sSpec- Nummer |
| -------------- | ---------- | ------- | -------------- | -------- | -------- | ----------------------- | ------------------------ | ----------------------------- | -------------------------- | --- | ------------------ | ------------- |
| N4000          | B0         | BGA1090 | 2 / 2          | -        | 4 MB     | 1,1 GHz (2,6 GHz Burst) | HD 600 (12)              | 200 MHz (650 MHz)             | Dual-Channel (LP)DDR4-2400 | 6 W | Q4 2017            | SR3S1         |
| N4100          | B0         | BGA1090 | 4 / 4          | -        | 4 MB     | 1,1 GHz (2,4 GHz Burst) | HD 600 (12)              | 200 MHz (700 MHz)             | Dual-Channel (LP)DDR4-2400 | 6 W | Q4 2017            | SR3S0         |

### Whiskey Lake(8. Generation)
| Modell- nummer | Revi- sion | Sockel  | Kerne/ Threads | L2-Cache  | L3-Cache | Prozessor- takt | IGP                      | IGP                           | Speicher- Controller               | TDP  | Einführungs- datum | sSpec- Nummer |
| Modell- nummer | Revi- sion | Sockel  | Kerne/ Threads | L2-Cache  | L3-Cache | Prozessor- takt | Modell (Execution Units) | Standardtakt (max. Turbotakt) | Speicher- Controller               | TDP  | Einführungs- datum | sSpec- Nummer |
| -------------- | ---------- | ------- | -------------- | --------- | -------- | --------------- | ------------------------ | ----------------------------- | ---------------------------------- | ---- | ------------------ | ------------- |
| 4205U          | W0         | BGA1528 | 2 / 2          | 2× 256 KB | 2 MB     | 1,8 GHz         | UHD 610 (12)             | 300 MHz (900 MHz)             | Dual-Channel DDR4-2133 LPDDR3-1866 | 15 W | Q1 2019            | SRESP         |
| 4305U          | W0         | BGA1528 | 2 / 2          | 2× 256 KB | 2 MB     | 2,2 GHz         | UHD 610 (12)             | 300 MHz (900 MHz)             | Dual-Channel DDR4-2133 LPDDR3-1866 | 15 W | Q2 2019            | SRFA5         |

### Gemini Lake Refresh(9. Generation)
| Modell- nummer | Revi- sion | Sockel  | Kerne/ Threads | L2-Cache | L3-Cache | Prozessortakt           | IGP                      | IGP                           | Speicher- Controller       | TDP  | Einführungs- datum | sSpec- Nummer |
| Modell- nummer | Revi- sion | Sockel  | Kerne/ Threads | L2-Cache | L3-Cache | Prozessortakt           | Modell (Execution Units) | Standardtakt (max. Turbotakt) | Speicher- Controller       | TDP  | Einführungs- datum | sSpec- Nummer |
| -------------- | ---------- | ------- | -------------- | -------- | -------- | ----------------------- | ------------------------ | ----------------------------- | -------------------------- | ---- | ------------------ | ------------- |
| N4020          | R0         | BGA1090 | 2 / 2          | -        | 4 MB     | 1,1 GHz (2,8 GHz Burst) | UHD 600 (12)             | 200 MHz (650 MHz)             | Dual-Channel (LP)DDR4-2400 | 6 W  | Q4 2019            | SRET0         |
| N4120          | R0         | BGA1090 | 4 / 4          | -        | 4 MB     | 1,1 GHz (2,6 GHz Burst) | UHD 600 (12)             | 200 MHz (700 MHz)             | Dual-Channel (LP)DDR4-2400 | 6 W  | Q4 2019            | SRESZ         |
| J4125          | R0         | BGA1090 | 4 / 4          | -        | 4 MB     | 2,0 GHz (2,7 GHz Burst) | UHD 600 (12)             | 250 MHz (750 MHz)             | Dual-Channel (LP)DDR4-2400 | 10 W | Q4 2019            | SRGZS         |

### Comet Lake(10. Generation)
| Modell- nummer | Revi- sion | Sockel  | Kerne/ Threads | L2-Cache  | L3-Cache | Prozessor- takt | IGP                      | IGP                           | Speicher- Controller               | TDP  | Einführungs- datum | sSpec- Nummer |
| Modell- nummer | Revi- sion | Sockel  | Kerne/ Threads | L2-Cache  | L3-Cache | Prozessor- takt | Modell (Execution Units) | Standardtakt (max. Turbotakt) | Speicher- Controller               | TDP  | Einführungs- datum | sSpec- Nummer |
| -------------- | ---------- | ------- | -------------- | --------- | -------- | --------------- | ------------------------ | ----------------------------- | ---------------------------------- | ---- | ------------------ | ------------- |
| 5205U          | A0         | BGA1528 | 2 / 2          | 2× 256 KB | 2 MB     | 1,9 GHz         | UHD (24)                 | 300 MHz (900 MHz)             | Dual-Channel DDR4-2400 LPDDR3-2133 | 15 W | Q4 2019            | SRGP4         |
| 5205U          | V0         | BGA1528 | 2 / 2          | 2× 256 KB | 2 MB     | 1,9 GHz         | UHD (24)                 | 300 MHz (900 MHz)             | Dual-Channel DDR4-2400 LPDDR3-2133 | 15 W | Q4 2019            | SRGL3         |
| 5305U          | V0         | BGA1528 | 2 / 2          | 2× 256 KB | 2 MB     | 2,3 GHz         | UHD (24)                 | 300 MHz (900 MHz)             | Dual-Channel DDR4-2400 LPDDR3-2133 | 15 W | Q2 2020            | SRGL4         |

### Tiger Lake(11. Generation)
| Modell- nummer | Revi- sion | Sockel  | Kerne/ Threads | L2-Cache   | L3-Cache | Prozessor- takt | IGP                      | IGP                           | Speicher- Controller                | TDP  | Einführungs- datum | sSpec- Nummer |
| Modell- nummer | Revi- sion | Sockel  | Kerne/ Threads | L2-Cache   | L3-Cache | Prozessor- takt | Modell (Execution Units) | Standardtakt (max. Turbotakt) | Speicher- Controller                | TDP  | Einführungs- datum | sSpec- Nummer |
| -------------- | ---------- | ------- | -------------- | ---------- | -------- | --------------- | ------------------------ | ----------------------------- | ----------------------------------- | ---- | ------------------ | ------------- |
| 6305           | B1         | BGA1449 | 2 / 2          | 2× 1280 KB | 4 MB     | 1,8 GHz         | UHD (48)                 | 1250 MHz                      | Dual-Channel DDR4-3200 LPDDR3x-3733 | 15 W | Q4 2020            | SRK0B         |

### Jasper Lake (11. Generation)
| Modell- nummer | Revi- sion | Sockel  | Kerne/ Threads | L2-Cache | L3-Cache | Prozessortakt           | IGP                      | IGP                           | Speicher- Controller                | TDP  | Einführungs- datum | sSpec- Nummer |
| Modell- nummer | Revi- sion | Sockel  | Kerne/ Threads | L2-Cache | L3-Cache | Prozessortakt           | Modell (Execution Units) | Standardtakt (max. Turbotakt) | Speicher- Controller                | TDP  | Einführungs- datum | sSpec- Nummer |
| -------------- | ---------- | ------- | -------------- | -------- | -------- | ----------------------- | ------------------------ | ----------------------------- | ----------------------------------- | ---- | ------------------ | ------------- |
| J4500          | A1         | BGA1338 | 2 / 2          | 1536 KB  | 4 MB     | 1,1 GHz (2,8 GHz Burst) | UHD (16)                 | 350 MHz (750 MHz)             | Dual-Channel DDR4-2933 LPDDR4x-2933 | 6 W  | Q1 2021            | SRKH0         |
| N4505          | A1         | BGA1338 | 2 / 2          | 1536 KB  | 4 MB     | 2,0 GHz (2,9 GHz Burst) | UHD (16)                 | 450 MHz (750 MHz)             | Dual-Channel DDR4-2933 LPDDR4x-2933 | 10 W | Q1 2021            | SRKGW         |
| N5100          | A1         | BGA1338 | 4 / 4          | 1536 KB  | 4 MB     | 1,1 GHz (2,8 GHz Burst) | UHD (24)                 | 350 MHz (800 MHz)             | Dual-Channel DDR4-2933 LPDDR4x-2933 | 6 W  | Q1 2021            | SRKGZ         |
| N5105          | A1         | BGA1338 | 4 / 4          | 1536 KB  | 4 MB     | 2,0 GHz (2,9 GHz Burst) | UHD (24)                 | 450 MHz (800 MHz)             | Dual-Channel DDR4-2933 LPDDR4x-2933 | 10 W | Q1 2021            | SRKGV         |

### Alder Lake(12. Generation)
| Modell- nummer | Revi- sion | Sockel  | Kerne/ Threads    | L2-Cache | L3-Cache | Prozessor- takt | IGP                      | IGP                           | Speicher- Controller                                      | TDP  | Einführungs- datum | sSpec- Nummer |
| Modell- nummer | Revi- sion | Sockel  | Kerne/ Threads    | L2-Cache | L3-Cache | Prozessor- takt | Modell (Execution Units) | Standardtakt (max. Turbotakt) | Speicher- Controller                                      | TDP  | Einführungs- datum | sSpec- Nummer |
| -------------- | ---------- | ------- | ----------------- | -------- | -------- | --------------- | ------------------------ | ----------------------------- | --------------------------------------------------------- | ---- | ------------------ | ------------- |
| 7300           | ?          | ?       | P: 1 / 1 E: 4 / 4 | ?        | 8 MB     | 1,0 GHz         | UHD (48)                 | (800 MHz)                     | Dual-Channel LPDDR5-5200 LPDDR4x-4267                     | 9 W  | Q1 2022            | ?             |
| 7305           | R0         | BGA1744 | P: 1 / 1 E: 4 / 4 | ?        | 8 MB     | 1,1 GHz         | UHD (48)                 | (1100 MHz)                    | Dual-Channel DDR5-4800 LPDDR5-5200 DDR4-3200 LPDDR4x-4267 | 15 W | Q1 2022            | SRLFX         |

## Embedded

### Jasper Forest (1. Generation)
| Modell- nummer | Revi- sion | Sockel   | Kerne/ Threads | L2-Cache  | L3-Cache | Prozessor- takt | IGP                      | IGP                           | Speicher- Controller  | TDP  | Einführungs- datum | sSpec- Nummer |
| Modell- nummer | Revi- sion | Sockel   | Kerne/ Threads | L2-Cache  | L3-Cache | Prozessor- takt | Modell (Execution Units) | Standardtakt (max. Turbotakt) | Speicher- Controller  | TDP  | Einführungs- datum | sSpec- Nummer |
| -------------- | ---------- | -------- | -------------- | --------- | -------- | --------------- | ------------------------ | ----------------------------- | --------------------- | ---- | ------------------ | ------------- |
| P1053          | B0         | 1366 (B) | 1 / 2          | 1× 256 KB | 2 MB     | 1,33 GHz        | nicht vorhanden          | nicht vorhanden               | Dual-Channel DDR3-800 | 30 W | Q1 2010            | SLBWN         |

### Sandy Bridge(2. Generation)
| Modell- nummer | Revi- sion | Sockel  | Kerne/ Threads | L2-Cache | L3-Cache | Prozessor- takt | IGP                      | IGP                           | Speicher- Controller          | TDP  | Einführungs- datum | sSpec- Nummer |
| Modell- nummer | Revi- sion | Sockel  | Kerne/ Threads | L2-Cache | L3-Cache | Prozessor- takt | Modell (Execution Units) | Standardtakt (max. Turbotakt) | Speicher- Controller          | TDP  | Einführungs- datum | sSpec- Nummer |
| -------------- | ---------- | ------- | -------------- | -------- | -------- | --------------- | ------------------------ | ----------------------------- | ----------------------------- | ---- | ------------------ | ------------- |
| 847E           | Q0         | BGA1023 | 2 / 2          | -        | 2 MB     | 1,1 GHz         | HD                       | 350 MHz (800 MHz)             | Dual-Channel DDR3-1066/1333   | 17 W | Q2 2011            | SR0BU         |
| B810E          | Q0         | BGA1023 | 2 / 2          | -        | 2 MB     | 1,6 GHz         | HD                       | 650 MHz (1000 MHz)            | Dual-Channel DDR3-1066/1333   | 35 W | Q2 2011            | SR0BT         |
| 827E           | Q0         | BGA1023 | 1 / 1          | -        | 1,5 MB   | 1,4 GHz         | HD                       | 350 MHz (800 MHz)             | Dual-Channel DDR3-1066/1333   | 17 W | Q3 2011            | SR0C6         |
| 807UE          | Q0         | BGA1023 | 1 / 1          | -        | 1 MB     | 1,0 GHz         | HD                       | 350 MHz (800 MHz)             | Single-Channel DDR3-1066/1333 | 10 W | Q4 2011            | SR0NB         |

### Gladden (2. Generation)
| Modell- nummer | Revi- sion | Sockel  | Kerne/ Threads | L2-Cache  | L3-Cache | Prozessor- takt | IGP                      | IGP                           | Speicher- Controller          | TDP  | Einführungs- datum | sSpec- Nummer |
| Modell- nummer | Revi- sion | Sockel  | Kerne/ Threads | L2-Cache  | L3-Cache | Prozessor- takt | Modell (Execution Units) | Standardtakt (max. Turbotakt) | Speicher- Controller          | TDP  | Einführungs- datum | sSpec- Nummer |
| -------------- | ---------- | ------- | -------------- | --------- | -------- | --------------- | ------------------------ | ----------------------------- | ----------------------------- | ---- | ------------------ | ------------- |
| 725C           | Q0         | BGA1284 | 1 / 2          | 1× 256 KB | 1,5 MB   | 1,3 GHz         | nicht vorhanden          | nicht vorhanden               | Single-Channel DDR3-1066/1333 | 10 W | Q2 2012            | SR0NX         |

### Ivy Bridge(3. Generation)
| Modell- nummer | Revi- sion | Sockel  | Kerne/ Threads | L2-Cache | L3-Cache | Prozessor- takt | IGP                      | IGP                           | Speicher- Controller          | TDP  | Einführungs- datum | sSpec- Nummer |
| Modell- nummer | Revi- sion | Sockel  | Kerne/ Threads | L2-Cache | L3-Cache | Prozessor- takt | Modell (Execution Units) | Standardtakt (max. Turbotakt) | Speicher- Controller          | TDP  | Einführungs- datum | sSpec- Nummer |
| -------------- | ---------- | ------- | -------------- | -------- | -------- | --------------- | ------------------------ | ----------------------------- | ----------------------------- | ---- | ------------------ | ------------- |
| 927UE          | P0         | BGA1023 | 1 / 1          | -        | 1 MB     | 1,5 GHz         | HD                       | 350 MHz (900 MHz)             | Dual-Channel DDR3/L-1333/1600 | 17 W | Q1 2013            | SR10F         |
| 1020E          | P0         | BGA1023 | 2 / 2          | -        | 2 MB     | 2,2 GHz         | HD                       | 650 MHz (1000 MHz)            | Dual-Channel DDR3/L-1333/1600 | 35 W | Q1 2013            | SR0VR SR10D   |
| 1047UE         | P0         | BGA1023 | 2 / 2          | -        | 2 MB     | 1,4 GHz         | HD                       | 350 MHz (900 MHz)             | Dual-Channel DDR3/L-1333/1600 | 17 W | Q1 2013            | SR10E         |

### Haswell(4. Generation)
| Modell- nummer | Revi- sion | Sockel  | Kerne/ Threads | L2-Cache | L3-Cache | Prozessor- takt | IGP                      | IGP                           | Speicher- Controller         | TDP  | Einführungs- datum | sSpec- Nummer |
| Modell- nummer | Revi- sion | Sockel  | Kerne/ Threads | L2-Cache | L3-Cache | Prozessor- takt | Modell (Execution Units) | Standardtakt (max. Turbotakt) | Speicher- Controller         | TDP  | Einführungs- datum | sSpec- Nummer |
| -------------- | ---------- | ------- | -------------- | -------- | -------- | --------------- | ------------------------ | ----------------------------- | ---------------------------- | ---- | ------------------ | ------------- |
| G1820TE        | C0         | LGA1150 | 2 / 2          | -        | 2 MB     | 2,2 GHz         | HD                       | 350 MHz (1000 MHz)            | Dual-Channel DDR3-1333       | 35 W | Q1 2014            | SR182 SR1T6   |
| 2000E          | C0         | BGA1364 | 2 / 2          | -        | 2 MB     | 2,2 GHz         | HD                       | 400 MHz (900 MHz)             | Dual-Channel DDR3L-1333/1600 | 37 W | Q1 2014            | SR17S         |
| 2002E          | C0         | BGA1364 | 2 / 2          | -        | 2 MB     | 1,5 GHz         | HD                       | 400 MHz (900 MHz)             | Dual-Channel DDR3L-1333/1600 | 25 W | Q1 2014            | SR17P         |

### Skylake(6. Generation)
| Modell- nummer | Revi- sion | Sockel  | Kerne/ Threads | L2-Cache | L3-Cache | Prozessor- takt | IGP                      | IGP                           | Speicher- Controller                                     | TDP  | Einführungs- datum | sSpec- Nummer |
| Modell- nummer | Revi- sion | Sockel  | Kerne/ Threads | L2-Cache | L3-Cache | Prozessor- takt | Modell (Execution Units) | Standardtakt (max. Turbotakt) | Speicher- Controller                                     | TDP  | Einführungs- datum | sSpec- Nummer |
| -------------- | ---------- | ------- | -------------- | -------- | -------- | --------------- | ------------------------ | ----------------------------- | -------------------------------------------------------- | ---- | ------------------ | ------------- |
| G3900TE        | R0         | LGA1151 | 2 / 2          | -        | 2 MB     | 2,3 GHz         | HD 510                   | 350 MHz (950 MHz)             | Dual-Channel DDR4-1866/2133 Dual-Channel DDR3L-1333/1600 | 35 W | Q4 2015            | SR2LU         |
| G3900E         | R0         | BGA1440 | 2 / 2          | -        | 2 MB     | 2,4 GHz         | HD 510                   | 350 MHz (950 MHz)             | Dual-Channel DDR4-1866/2133 Dual-Channel DDR3L-1333/1600 | 35 W | Q1 2016            | SR2GH         |
| G3902E         | R0         | BGA1440 | 2 / 2          | -        | 2 MB     | 1,6 GHz         | HD 510                   | 350 MHz (950 MHz)             | Dual-Channel DDR4-1866/2133 Dual-Channel DDR3L-1333/1600 | 25 W | Q1 2016            | SR2GJ         |

### Whiskey Lake(8. Generation)
| Modell- nummer | Revi- sion | Sockel  | Kerne/ Threads | L2-Cache | L3-Cache | Prozessor- takt | IGP                      | IGP                           | Speicher- Controller                            | TDP  | Einführungs- datum | sSpec- Nummer |
| Modell- nummer | Revi- sion | Sockel  | Kerne/ Threads | L2-Cache | L3-Cache | Prozessor- takt | Modell (Execution Units) | Standardtakt (max. Turbotakt) | Speicher- Controller                            | TDP  | Einführungs- datum | sSpec- Nummer |
| -------------- | ---------- | ------- | -------------- | -------- | -------- | --------------- | ------------------------ | ----------------------------- | ----------------------------------------------- | ---- | ------------------ | ------------- |
| 4305UE         | V0         | BGA1528 | 2 / 2          | -        | 2 MB     | 2,0 GHz         | UHD 610                  | 300 MHz (1000 MHz)            | Dual-Channel DDR4-2133 Dual-Channel LPDDR3-1866 | 15 W | Q3 2018            | SRFDZ         |

### Coffee Lake(8. Generation)
| Modell- nummer | Revi- sion | Sockel  | Kerne/ Threads | L2-Cache | L3-Cache | Prozessor- takt | IGP                      | IGP                           | Speicher- Controller   | TDP  | Einführungs- datum | sSpec- Nummer |
| Modell- nummer | Revi- sion | Sockel  | Kerne/ Threads | L2-Cache | L3-Cache | Prozessor- takt | Modell (Execution Units) | Standardtakt (max. Turbotakt) | Speicher- Controller   | TDP  | Einführungs- datum | sSpec- Nummer |
| -------------- | ---------- | ------- | -------------- | -------- | -------- | --------------- | ------------------------ | ----------------------------- | ---------------------- | ---- | ------------------ | ------------- |
| G4930E         | U0         | BGA1440 | 2 / 2          | -        | 2 MB     | 2,4 GHz         | UHD 610                  | 350 MHz (1050 MHz)            | Dual-Channel DDR4-2400 | 35 W | Q2 2019            | SRFEE         |
| G4932E         | U0         | BGA1440 | 2 / 2          | -        | 2 MB     | 1,9 GHz         | UHD 610                  | 350 MHz (1050 MHz)            | Dual-Channel DDR4-2400 | 25 W | Q2 2019            | SRFEL         |

### Comet Lake(10. Generation)
| Modell- nummer | Revi- sion | Sockel  | Kerne/ Threads | L2-Cache | L3-Cache | Prozessor- takt | IGP                      | IGP                           | Speicher- Controller   | TDP  | Einführungs- datum | sSpec- Nummer |
| Modell- nummer | Revi- sion | Sockel  | Kerne/ Threads | L2-Cache | L3-Cache | Prozessor- takt | Modell (Execution Units) | Standardtakt (max. Turbotakt) | Speicher- Controller   | TDP  | Einführungs- datum | sSpec- Nummer |
| -------------- | ---------- | ------- | -------------- | -------- | -------- | --------------- | ------------------------ | ----------------------------- | ---------------------- | ---- | ------------------ | ------------- |
| G5900TE        | G1         | LGA1200 | 2 / 2          | -        | 2 MB     | 3,0 GHz         | UHD 610                  | 350 MHz (1000 MHz)            | Dual-Channel DDR4-2400 | 35 W | Q2 2020            | SRH6J         |
| G5900E         | G1         | LGA1200 | 2 / 2          | -        | 2 MB     | 3,2 GHz         | UHD 610                  | 350 MHz (1000 MHz)            | Dual-Channel DDR4-2400 | 58 W | Q2 2020            | SRH7T         |

### Tiger Lake(11. Generation)
| Modell- nummer | Revi- sion | Sockel  | Kerne/ Threads | L2-Cache | L3-Cache | Prozessor- takt | IGP                      | IGP                           | Speicher- Controller                             | TDP  | Einführungs- datum | sSpec- Nummer |
| Modell- nummer | Revi- sion | Sockel  | Kerne/ Threads | L2-Cache | L3-Cache | Prozessor- takt | Modell (Execution Units) | Standardtakt (max. Turbotakt) | Speicher- Controller                             | TDP  | Einführungs- datum | sSpec- Nummer |
| -------------- | ---------- | ------- | -------------- | -------- | -------- | --------------- | ------------------------ | ----------------------------- | ------------------------------------------------ | ---- | ------------------ | ------------- |
| 6305E          | B1         | BGA1449 | 2 / 2          | -        | 4 MB     | 1,8 GHz         | UHD (48)                 | (1250 MHz)                    | Dual-Channel DDR4-3200 Dual-Channel LPDDR4x-3733 | 15 W | Q4 2020            | SRK17         |
| 6600HE         | R0         | BGA1787 | 2 / 2          | -        | 8 MB     | 2,6 GHz         | UHD (16)                 | 350 MHz (1100 MHz)            | Dual-Channel DDR4-3200                           | 35 W | Q3 2021            | SRKX7         |

### Elkhart Lake (11. Generation)
| Modell- nummer | Revi- sion | Sockel  | Kerne/ Threads | L2-Cache | L3-Cache | Prozessor- takt         | IGP                      | IGP                           | Speicher- Controller                              | TDP   | Einführungs- datum | sSpec- Nummer |
| Modell- nummer | Revi- sion | Sockel  | Kerne/ Threads | L2-Cache | L3-Cache | Prozessor- takt         | Modell (Execution Units) | Standardtakt (max. Turbotakt) | Speicher- Controller                              | TDP   | Einführungs- datum | sSpec- Nummer |
| -------------- | ---------- | ------- | -------------- | -------- | -------- | ----------------------- | ------------------------ | ----------------------------- | ------------------------------------------------- | ----- | ------------------ | ------------- |
| N6210          | B1         | BGA1493 | 2 / 2          | 1,5 MB   | -        | 1,2 GHz (2,6 GHz Burst) | UHD (16)                 | 250 MHz (750 MHz)             | Quad-Channel LPDDR4-3200 Dual-Channel DDR4-3200   | 6,5 W | Q1 2021            | SRKUC         |
| N6211          | B1         | BGA1493 | 2 / 2          | 1,5 MB   | -        | 1,2 GHz (3,0 GHz Burst) | UHD (16)                 | 250 MHz (750 MHz)             | Quad-Channel LPDDR4-3200 Dual-Channel DDR4-3200   | 6,5 W | Q1 2021            | SRKL9         |
| J6412          | B1         | BGA1493 | 4 / 4          | 1,5 MB   | -        | 2,0 GHz (2,6 GHz Burst) | UHD (16)                 | 400 MHz (800 MHz)             | Quad-Channel LPDDR4/x-3733 Dual-Channel DDR4-3200 | 10 W  | Q1 2021            | SRKUA         |
| J6413          | B1         | BGA1493 | 4 / 4          | 1,5 MB   | -        | 1,8 GHz (3,0 GHz Burst) | UHD (16)                 | 400 MHz (800 MHz)             | Quad-Channel LPDDR4/x-3733 Dual-Channel DDR4-3200 | 10 W  | Q1 2021            | SRKL7         |

### Alder Lake(12. Generation)
| Modell- nummer | Revi- sion | Sockel  | Kerne/ Threads    | L2-Cache | L3-Cache | Prozessor- takt | IGP                      | IGP                           | Speicher- Controller                                      | TDP  | Einführungs- datum | sSpec- Nummer |
| Modell- nummer | Revi- sion | Sockel  | Kerne/ Threads    | L2-Cache | L3-Cache | Prozessor- takt | Modell (Execution Units) | Standardtakt (max. Turbotakt) | Speicher- Controller                                      | TDP  | Einführungs- datum | sSpec- Nummer |
| -------------- | ---------- | ------- | ----------------- | -------- | -------- | --------------- | ------------------------ | ----------------------------- | --------------------------------------------------------- | ---- | ------------------ | ------------- |
| G6900TE        | H0         | LGA1700 | P: 2 / 2 E: 0 / 0 | 2,5 MB   | 4 MB     | 2,4 GHz         | UHD 710 (16)             | 300 MHz (1300 MHz)            | Dual-Channel DDR5-4800 DDR4-3200                          | 35 W | Q1 2022            | SRL6P         |
| G6900E         | H0         | LGA1700 | P: 2 / 2 E: 0 / 0 | 2,5 MB   | 4 MB     | 3,0 GHz         | UHD 710 (16)             | 300 MHz (1300 MHz)            | Dual-Channel DDR5-4800 DDR4-3200                          | 46 W | Q1 2022            | SRL6Q         |
| 7305E          | R0         | BGA1744 | P: 1 / 1 E: 4 / 4 | -        | 8 MB     | 1,0 GHz         | UHD (48)                 | (1100 MHz)                    | Dual-Channel DDR5-4800 LPDDR5-5200 DDR4-3200 LPDDR4x-4267 | 15 W | Q1 2022            | SRLZL         |
| 7305L          | R0         | LGA1700 | P: 1 / 1 E: 4 / 4 | -        | 8 MB     | 1,1 GHz         | UHD (48)                 | (1100 MHz)                    | Dual-Channel DDR5-4800 LPDDR5-5200 DDR4-3200 LPDDR4x-4267 | 15 W | Q3 2022            | SRMC6         |